# Nicolas de Grouchy
Pour les articles homonymes, voir Grouchy.
Nicolas de Grouchy, né en 1510 à Rouen et mort en janvier 1572 à La Rochelle, est un philologue et érudit français.

## Biographie
Second fils de Jean de Grouchy et d’Isabeau de Morant, Nicolas de Grouchy est né dans une famille qui jouissait à Rouen de la plus haute considération. Éduqué par son oncle, le savant prêtre Christophe de Grouchy, il renonça à la carrière des armes où s’étaient illustrés tant de ses ancêtres pour les humanités. Il se rendit au collège Sainte-Barbe pour compléter les études qu’il avait commencées à Rouen. Possédant, avec une vaste érudition, la connaissance de plusieurs langues savantes, il obtint la chaire de dialectique au Collège de Guyenne de Bordeaux alors qu’il était à peine âgé de vingt-cinq ans. Le premier à expliquer les ouvrages d’Aristote, sa renommée eut tant de retentissement qu’un grand nombre d’élèves abandonna l’Université de Paris pour venir suivre ses leçons à Bordeaux au Collège de Guyenne. Montaigne fut de ses étudiants.
Ses succès et l’aigreur de son esprit lui ayant suscité nombre d’ennemis, il fut vivement attaqué par le célèbre philologue Joachim Périon sur le sens véritable de quelques passages d’Aristote, puis par Carlo Sigonio de Modène au sujet de son traité De Comitiis Romanorum. Dans ces disputes, qui durèrent plusieurs années et firent beaucoup de bruit, la victoire resta tout entière à Nicolas de Grouchy qui reçut de nombreuses félicitations, même de la part des savants italiens. Ce triomphe mit le comble à sa réputation et il fut appelé par Jean III de Portugal pour enseigner le grec et la philosophie à l’université de Coimbra, double enseignement dont il s’acquitta avec distinction jusqu’à la fin de 1549, date à laquelle il retourna en Normandie pour habiter la terre de ses ancêtres de La Cauchie.
Dans sa retraite qui dura plus de vingt ans, Grouchy reprit ses travaux, déployant une inlassable activité menant à la publication d’on ouvrage par an. Il traduisit également l’Histoire de l’Inde de Fernão Lopes de Castanheda du portugais en français. Il aurait peut-être également traduit l’Inès de Castro d’António Ferreira.
À partir de 1567, la vie de Grouchy fut très agitée par les guerres de religion. Retourné à Paris dans le courant de l’année 1567, il y aurait professé avec d’éclatants succès jusqu’à la bataille de Saint-Denis où les religionnaires se virent contraints de quitter la capitale. Retourné à La Cauchie, Grouchy y restera quatre ans jusqu’à ce qu’il accepte les invitations pressantes qui lui étaient faites d’accepter une chaire au collège protestant de La Rochelle tout juste fondé par Jeanne d'Albret et Gaspard de Coligny. Mis en route en décembre 1571, Grouchy fut reçu avec ses collègues dans les premiers jours de 1572 mais, quelques jours plus tard, une fièvre qu’il avait contractée lors du long et pénible périple qu’il avait dû entreprendre à la mauvaise saison l’emporta très rapidement. On ne lui a reproché que d’avoir trop aimé le ton fier de la décision dans les disputes littéraires, et d’avoir fait paraitre dans ce genre de débats, toute la morgue d’un savant.